# پدی بارنز
پدی بارنز (انگلیسی: Paddy Barnes؛ زادهٔ ۹ آوریل ۱۹۸۷) بوکسور اهل ایرلند است. از افتخارات وی میتوان به کسب مدال برنز وزن در Light flyweight در بازی‌های المپیک تابستانی ۲۰۰۸ و بازی‌های المپیک تابستانی ۲۰۱۲ اشاره کرد.